# Stąporków
Stąporków is een stad in het Poolse woiwodschap Święty Krzyż, gelegen in de powiat Konecki. De oppervlakte bedraagt 11,07 km², het inwonertal 6063 (2005).

## Verkeer en vervoer
- Station Stąporków